# Werner Knieß
Werner Knieß war ein deutscher Radrennfahrer und nationaler Meister im Radsport.

## Sportliche Laufbahn
Knieß war Straßenradsportler. Er startete zunächst für die RV 89 Schweinfurt. 1949 und 1950 gewann er mit Edgar Wunderlich, Edi Ziegler, Richard Popp und Oscar Zeissner die nationale Meisterschaft im Mannschaftszeitfahren. 1951 wurde er mit seinem Team Vize-Meister hinter dem RC Expreß Herpersdorf 1919. 
1953, 1954, 1955 und 1959 wurde er erneut Meister im Mannschaftszeitfahren.